# Klewang Puchok-Meukawet
Das Klewang Puchok-Meukawet, auch Klewang Poetjok-Meukawet oder Klewang Putjok-Mokawet, ist ein Schwert aus Sumatra.

## Beschreibung
Das Klewang Puchok-Meukawet hat eine gebogene, einschneidige Klinge. Die Klinge wird vom Heft zum Ort breiter und ist am Ort hakenförmig umgebogen. Der Klingenrücken läuft bis zum Ortbereich gerade und biegt dann in einer starken Krümmung zum Ort hin ab. Die Schneide befindet sich auf der konkaven Seite und ist bis etwa zu einem Drittel stumpf. An der Stelle, an der die Klinge scharf geschliffen ist, beginnt ein Mittelgrat, der bogenförmig zum Ort läuft. Das Heft besteht aus Holz und hat kein Parier. Der Knaufbereich ist zur Schneidenseite hin gebogen und am Ende hufförmig gearbeitet. Das Klewang Pucok-Meukawet wird von Ethnien aus Sumatra benutzt.